# Focke-Wulf Fw 44
Le Focke-Wulf Fw 44 Stieglitz (Chardonneret en allemand) est un avion biplan biplace de sport et d’entraînement allemand de la Seconde Guerre mondiale. Cet appareil qui fit son premier vol au cours de l’été 1932 fut la première réalisation du Dipl. Ing. Kurt Tank chez Focke-Wulf. Il connut un succès remarquable et même si la production exacte est inconnue (entre 1 900 et 3 000 appareils selon les auteurs), il fut indiscutablement l’avion le plus construit de la firme de Brême après le chasseur Fw 190. C’est également un fuselage de Fw 44 qui a été utilisé pour réaliser l’hélicoptère Focke-Wulf Fw 61.

## Origine et développement
Quand il fut nommé à la tête du département projets et essais en vol de la firme Focke-Wulf, Kurt Tank fut assailli de demandes pour un biplan de voltige. Ce type d’avion était réclamé par plusieurs grands pilotes allemands, mais aussi par les écoles de pilotage. Il dessina donc rapidement un biplan de construction mixte à ailes égales décalées, revêtement entoilé et tracté par un moteur en étoile Siemens Sh 14A de 150 ch. Désigné Fw 44A, le prototype (D-2409, W.Nr.154) effectua son premier vol à la fin de l’été 1932 sur le terrain de l’usine de Brême, piloté par Gerd Achgelis. Directeur de la section aéronautique et chef-pilote à l’école d’ingénieurs de Weimar, celui-ci rédigea le 27 mars 1933 un rapport élogieux sur le comportement de l’appareil. Si Achgelis termina son rapport en commandant un Fw 44 pour son usage personnel, le biplan était loin d’être au point : Faiblesse du bâti-moteur, mauvais rendement des ailerons du plan supérieur, etc. Un second prototype (D-2465, W.Nr.155) fut d’ailleurs perdu sur accident le 18 septembre 1933. Entretemps Henrich Focke avait abandonné en avril 1933 la direction de Focke-Wulf AG. Devenu directeur technique, Kurt Tank avait lancé la production d’une petite série Fw 44B, dont le fuselage était allongé de 70 cm.

## Versions
- Fw 44A : Prototypes, deux appareils construits. Le D-2409 fut remis a Gerd Achgelis le 12 août 1933, jour du premier vol du Fw 44B[1], le D-2465 détruit sur accident le 18 septembre 1933. Moteur 7 cylindres en étoile Siemens Sh 14A de 150 ch.
- Fw 44B : Premier modèle de série, fuselage allongé de 70 cm, moteur Siemens Sh 14A de 150 ch. Le prototype (D-2613/D-ESYK) effectua son premier vol le 12 août 1933. Il fut ensuite modifié en Fw 44D.
- Fw 44C : Afin d’effectuer les essais en vol du nouveau moteur 4 cylindres en ligne Argus As 8B de 135 ch, une cellule de Fw 44B (D-2621/D-EGEF, W.Nr. 164) fut équipée de ce moteur. Kurt Tank effectua lui-même le premier vol le 11 janvier 1934. L’appareil était sous motorisé mais l’autonomie passait de 575 à 610 km[1].
- Fw 44D : Le prototype Fw 44B fut rapidement équipé d’une alimentation permettant le vol inversé, les sièges modifiés pour permettre à l’équipage de s’asseoir sur un parachute et un coffre à bagages aménagé derrière le siège arrière. L’avant du fuselage était modifié, seules les têtes de cylindres dépassant du profilage, et l’atterrisseur modifié pour pouvoir y adapter des patins permettant de décoller et atterrir sur la neige. Le Fw 44D fut produit en grande série à partir de janvier 1934.
- Fw 44E : Une vingtaine de Fw 44D furent équipés d’un moteur en ligne Argus As 8B.
- Fw 44F : Tandis que les premiers Fw 44D sortaient d’usine, Kurt Tank cherchait encore à améliorer sur biplan. Les sièges devinrent ajustable en hauteur, des feux de position étaient ajoutés et le coffre a bagages devenait accessible de l’extérieur grâce à une trappe ménagée sur le flanc gauche.
- Fw 44H : En avril 1941 un Fw 44D (F-ETXA W.Nr.67) fut modifié pour recevoir un prototype du moteur en ligne 6 cylindres Hirth HM 501A de 160 ch. Un seul autre appareil fut ainsi modifié (W.Nr.751).
- Fw 44J : Modèle destiné initialement à l’exportation et pouvant recevoir soit un moteur Sh 14A de 150 ch soit un Sh 14A-4 de 160 ch. Le Fw 44J fut produit en série jusqu’en 1936 à Brême, puis par Bücker et Siebel avant que la production ne soit finalement transférés à Prague chez Ceskomoravska-Kolben-Danek (CKD), où 600 exemplaires furent encore construits au début des années 1940. Cet appareil se fit remarquer dans plusieurs manifestations internationales. Gerd Achgelis participa à plusieurs manifestations internationales aux États-Unis en 1934 et 1935, et se classa troisième aux Championnats du monde de voltige à Vincennes. Le comte Hagenburg devient le 30 juillet 1936 champion olympique de voltige (La voltige aérienne n’a figuré qu’une seule fois au programme des Jeux Olympiques). Outre ces succès de prestige qui attirèrent l’attention de quelques pays européens, Focke-Wulf organisa en 1936 une tournée de présentation de son biplan en Amérique du Sud. Cette tournée permit d’engranger un certain nombre de commandes privées (Le Stieglitz était proposé à un prix moyen de 18 000 RM)[1], mais aussi fut à l’origine de contrats de licence. Le Fw 44J fut finalement le modèle le plus construit.
- Fw 44M : Destiné au marché nord-américain, ce modèle apparu en 1937 était équipé d’un moteur en ligne Menasco C4S Pirat de 156 ch. Le prototype (D-ENGO) devait rester unique, malgré les efforts de Focka-Wulf pour signer des accords de licence avec Fairchild, Curtiss ou North American[1].
- Fw 44N : Évolution du moteur Sh 14A, le Bramo 325 de 175 ch fut naturellement monté sur une cellule de Fw 44J (D-EHVA). L’appareil se distinguait également par l’introduction d’un capot NACA. Un second exemplaire (D-EGHO) fut réalisé pour effectuer des essais officiels à l’E.Stelle de Rechlin en décembre 1934, mais le développement du moteur ne fut pas poursuivi.

## Description
Le Fw 44 est un biplan à ailes égales décalées, affectées de la même flèche et du même dièdre. Les plans inférieurs sont fixés directement à la base du fuselage, les plans supérieurs tenus par une simple cabane et des mats d’entreplans en N, le tout raidi par haubanage souple. Le longeron est en spruce et les nervures en contreplaqué, supportant un revêtement de toile et contre-plaqué. Chaque plan est pourvu d’ailerons. Le fuselage a une structure en tubes métallique soudés, la partie supérieure avant recevant un revêtement métallique, l’arrière et les flancs de la toile. L’empennage est de construction mixte, avec revêtement toile et contreplaqué, le stabilisateur ayant une incidence réglable en vol. À l’avant de la cloison pare-feu en dural on trouve un bâti-tubulaire recevant le moteur et trois réservoirs, soit deux pour le carburant (135 litres au total) dont un destiné au vol inversé, et un d’huile (15 litres). 

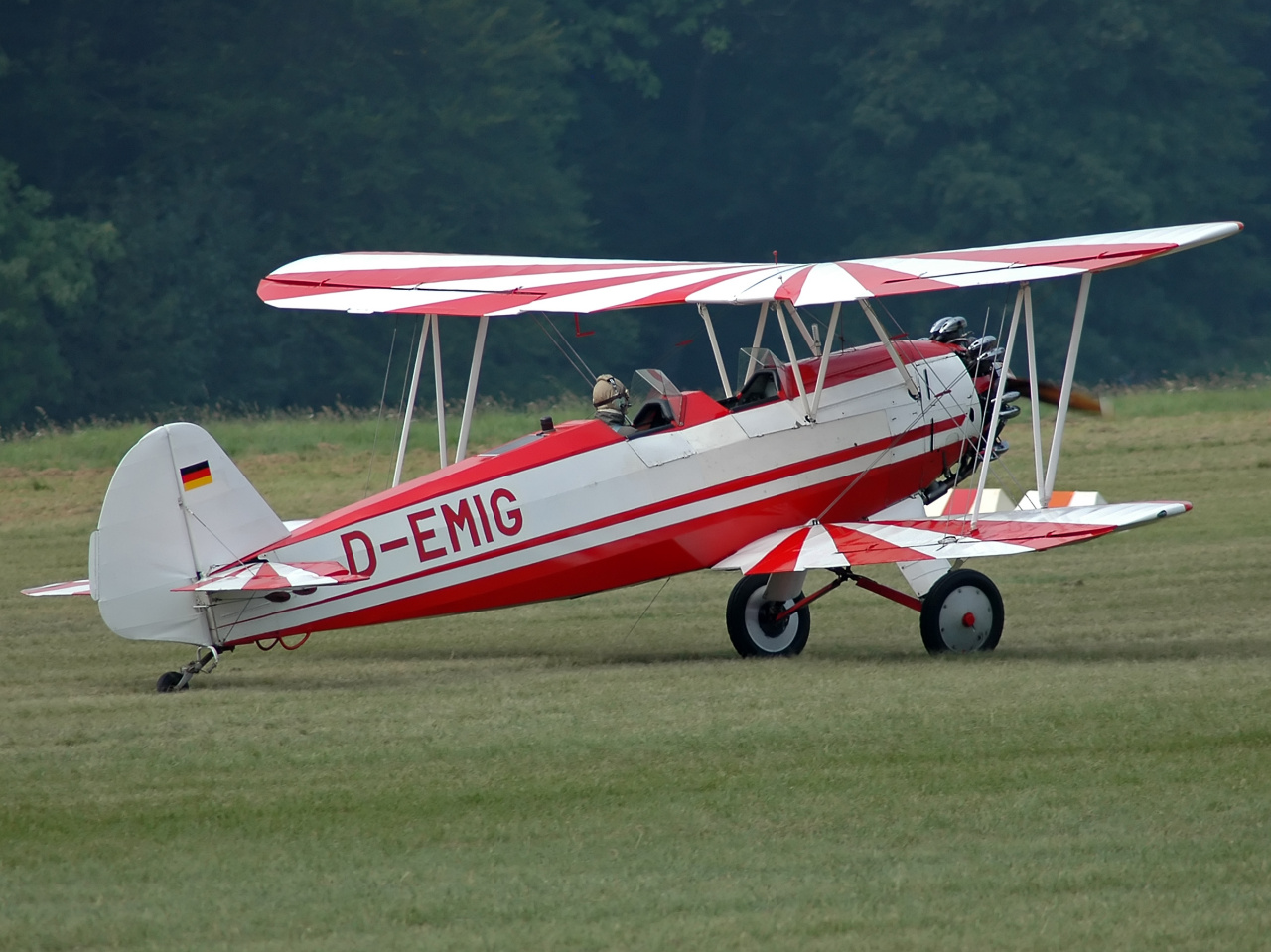
Un certain nombre de Fw 44 volent toujours comme ce Fw 44J construit en 1937.

## Utilisateurs
- Reich allemand : Même si quelques appareils furent remis à des pilotes privés allemands, généralement favorisés par le pouvoir Nazi, le Fw 44 fut essentiellement utilisé comme avion d’école par la Deutsche Luftsportsverband (DLV) et la Deutsche Verkehrsfliegerschule (DVS), puis par la Luftwaffe jusqu’à la fin de la Seconde Guerre mondiale. Il fut donc utilisé par les Flugzeugführerschulen A/B 4 (Prague-Cbely), A/B 14 (Klagenfurt), A/B 23 (Kaufbeuren), A/B 43 (Crailsheim), A/B 51 (Elbing), A/B 72 (Detmold), A/B 112 (Langenleborn), A/B 113 (Brünn), A/B 125 (Neukuhren), C 22 (Oels), la Luftkriegsschule LKS 4 de Fürstenfeldbruck et l’école des élèves officiers de Neu Kuhren. Le JG 134 ‘Horst Wessel’ utilisa également brièvement des Fw 44 avant de recevoir ses premiers Heinkel He 51. Pratiquement tous les pilotes allemands ayant participé à la Seconde Guerre mondiale ont volé à un moment ou un autre sur le Stieglitz.
- Argentine : Une commande de 15 Fw 44J fut signée le 15 janvier 1937. Le 17 juin suivant un second contrat portait sur la fourniture de pièces détachées, d’outillage et de 37 moteurs Sh 14A permettant la production sous licence de 30 Stieglitz[1]. La production fut lancée en 1938 à la Fabrica Militar de Aviones de Cordoba, les livraisons débutant l’année suivante. Entre-temps la licence avait été modifiée pour permettre la construction de 60 appareils. Deux appareils produits en Argentine furent livrés au Brésil avant que la production ne débute dans ce pays. Il semble qu’environ 190 Stieglitz aient été produits à Cordoba jusqu’en 1942. 150 ont été livrés à la Fuerza Aérea, et 7 à la Marine. Si les Fw 44J furent retirés de service en 1957, les biplans produits en Argentine devaient servir jusqu’en 1984. Quelques appareils furent cédés aux aéro-clubs argentins et trois étaient conservés en état de vol dans de pays en 2010.
- Autriche : 10 Stieglitz furent commandés chez Focke-Wulf à Brême et 40 exemplaires construits sous licence par Hirtenberger Patronenfabrik à Wiener-Neustadt. Les livraisons débutèrent en 1936, ces avions étant récupérés par l’Allemagne bien entendu en 1938.
- Bolivie : Un unique Fw 44J figura à l’inventaire de la Fuerza Aérea entre 1937 et 1940.
- Brésil : Après avoir pris livraison de 2 Stieglitz produits par FMA en Argentine, Fabrica do Galeao a produit à son tour sous licence 41 appareils à partir de 1939 pour la marine. 34 furent transférés à l’armée de l’air en 1941. Les derniers furent retirés par la FAB en 1947.
- Bulgarie : Six Fw 44J à moteur Sh 14A furent livrés le 10 novembre 1937. Quatre appareils supplémentaires suivirent entre les 4 et 25 février 1938, puis 10 en mai 1939 et 20 entre décembre 1939 et février 1940. Le biplan école DAR-9 (en) emprunte certains éléments au Stieglitz mais n'est ni une copie ni une version produite sous licence.
- Chili : 15 Fw 44J ont été commandés en septembre 1937 pour l’école d’El Bosque. Ils permirent la constitution de la première patrouille acrobatique chilienne[1], restant en service jusqu’en 1945 malgré l’arrivée en 1941 de BT 13 et AT 6 fournis par les États-Unis.
- République de Chine : Trois Fw 44F furent commandés en mars 1935 par l’aviation cantonaise (W.Nr.773/775). Livrés fin juin, ils étaient accompagnés par Gerd Achgelis qui effectua plusieurs démonstrations publiques avant de les remettre officiellement aux autorités de Canton le 29 juin[2]. Six appareils supplémentaires (W.Nr.1040/1045) furent commandés en juillet et trois encore un peu plus tard (W.Nr. 981/983), ainsi que sept Fw 44J (W.Nr.1267/1273) livrés entre avril et mai 1936.
- Finlande : 30 Fw 44J ont été commandés en Allemagne en avril 1940. 35 ont été livrés au total, quelques exemplaires restant en service jusqu’en 1960. De nombreux exemplaires ont été depuis revendus à des musées.
- Hongrie :
- Norvège : 10 Fw 44J furent commandés auprès de CKD pour livraison en avril 1940 et furent effectivement achevés pour livraison dans les temps. L’opération Weserübung empêcha leur livraison.
- Roumanie :
- Slovaquie : 9 Stieglitz livrés par la Luftwaffe.
- Suède : Courant 1935 le pilote allemand E. Kropf présenta un programme aérien de voltige à Ljungbyhed. Le 7 février 1936 la Suède passa commande de deux Fw 44J qui furent livrés en avril et évalués par la Flygvapnet avec les immatriculations 801/802 sous le type provisoire P2. Cette évaluation aboutit à la commande de 14 appareils supplémentaires. Devenus Sk 12, ces biplans furent livrés entre janvier et juillet 1937 à l’école de pilotage F5. Entre-temps, le 29 septembre 1936, Focke-Wulf et la Suède avaient conclu un accord de licence permettant à ASJA (Saab) de produire 20 machines supplémentaires dans son usine de Linköping, l’objectif étant de remplacer les de Havilland DH 60T Moth (Sk 9) et Raab-Katzenstein RK 26 (en) (Sk 10) comme avion d’entrainement standard de la Flygvapnet. Des extensions de licence permettront ensuite aux Ateliers Centraux de Vaesteras (CVV) de réaliser 37 appareils supplémentaires entre 1939 et 1943. 12 appareils ayant également été achetés en Tchécoslovaquie auprès de CKD en 1940, ce sont donc au total 85 Sk 12 (Fw 44J) qui furent utilisés par l’aviation militaire suédoise. Ces biplans devaient rester en service jusqu’en 1967. Une trentaine de ces appareils furent perdus en service, mais la majorité des Stieglitz encore en état de vol ou visibles dans les Musées en Europe aujourd’hui ont porté les couleurs suédoises.
- Suisse : Le 23 avril 1945 un Fw 44F de la Luftwaffe se posa à Dübendorf, piloté par un officier d’infanterie. Interné puis acheté, l’appareil fut pris en compte par les troupes fédérales d’aviation (A-95) et utilisé de façon sporadique jusqu’en juin 1953[3]. Il est ensuite vendu à l'école d'aviation de Birrfeld qui l'utilise principalement pour le remorquage de planeurs malgré l'absence de capot moteur empêchant la régulation de la température moteur[4],[5].
- Tchécoslovaquie : 600 exemplaires furent produits sous licence par Ceskomoravska-Kolben-Danek (CKD).
- Turquie : Huit Fw 44J furent commandés en 1939 et livrés en 1940, le pilote Stein donnant des cours de pilotage à la fille adoptive de Mustafa Kemal Atatürk, Sabiha Gökçen sur un des premiers exemplaires livrés)[1]. Au total 20 appareils furent livrés à la Turquie.

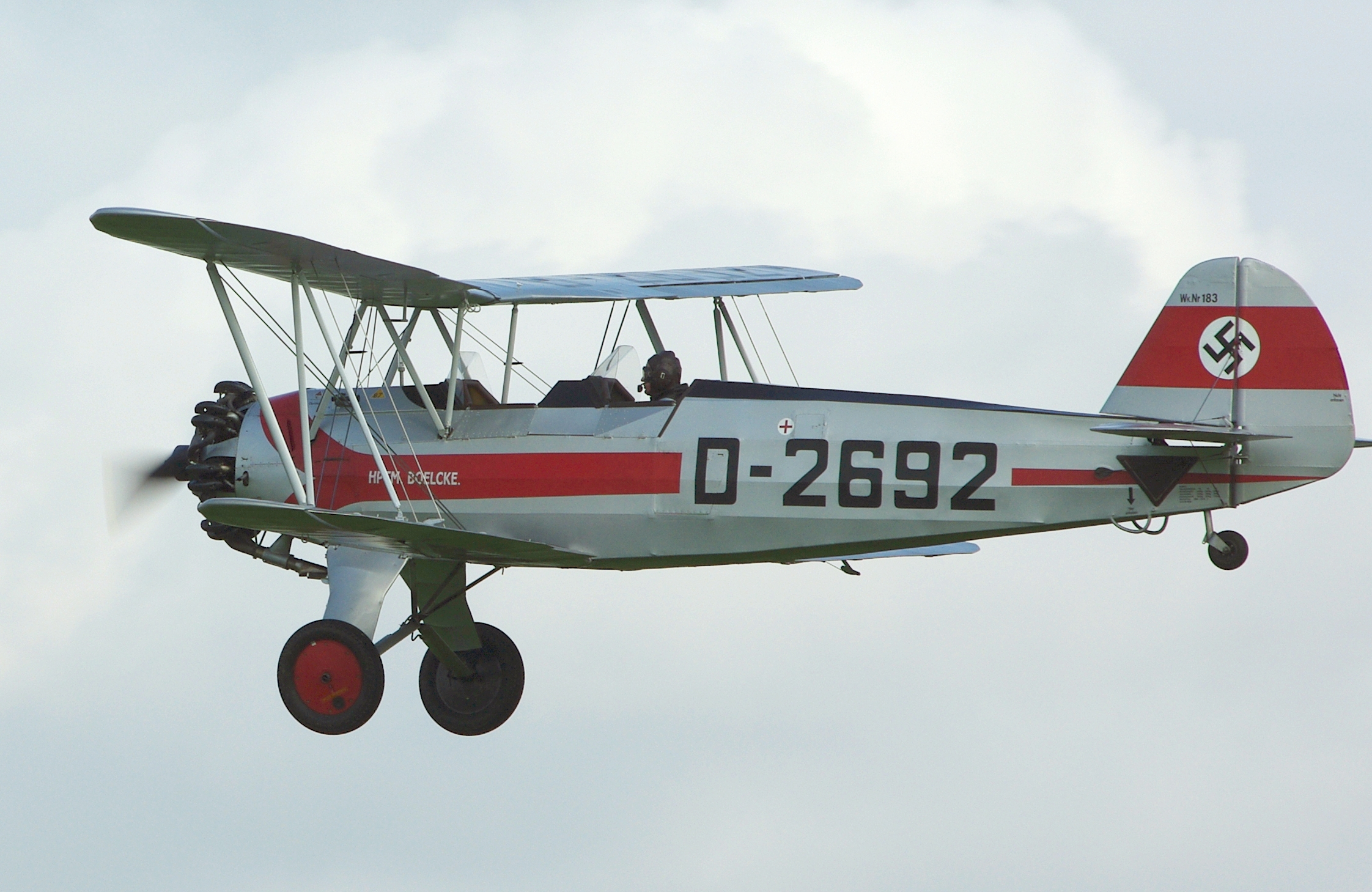
Ce Stieglitz a été construit en Argentine.

## Les survivants
Il existe un nombre relativement élevé de Fw 44 en état de vol, dont deux en France. Compte tenu de leur âge et de la difficulté à entretenir des moteurs qui ne sont plus construits, leur situation varie d'année en année, mais ce site  permet d'en suivre l'actualité.